# Furiani
Furiani – miasto i gmina we Francji, w regionie Korsyka, w departamencie Górna Korsyka, okręgu Bastia.
Według danych na 1 stycznia 2018 gminę o powierzchni 18,49 km² zamieszkiwało 5628 osób, a gęstość zaludnienia wynosiła 304 osób/km².
Miejscowość turystyczna, zlokalizowana na południowych przedmieściach Bastii, nad Morzem Tyrreńskim (przybrzeżną laguną Étang de Baguglia) i rzeką Bevinco. W mieście znajduje się - otwarta 1 lutego 1888 - stacja kolejowa na linii Bastia–Ajaccio.

## Demografia
| Rok     | 1800 | 1901 | 1975 | 1982 | 1990 | 1999 | 2007 | 2016 |
| ------- | ---- | ---- | ---- | ---- | ---- | ---- | ---- | ---- |
| Ludność | 301  | 574  | 565  | 1323 | 3286 | 3902 | 4677 | 5682 |

## Źródła
- Francuski urząd statystyczny. (fr.).